# Église Saint-Georges (Staraïa-Ladoga)
Pour les articles homonymes, voir Église Saint-Georges.
L'église Saint-Georges (en russe : Церковь Святого Георгия) est située à Staraïa Ladoga dans l'oblast de Leningrad, raïon de Volkhov. Construite au XIIe siècle, sur la rive gauche de la Volkhov, c'est une des plus anciennes églises qui subsiste en Russie. Elle fait partie des édifices de l'époque pré-mongole de la Rus'. L'église a conservé ses fresques du XIIe siècle, ce qui est extrêmement rare en Russie. Elle bénéficie d'un classement comme monument architectural exceptionnel d'intérêt fédéral (no 4710025007).

## Histoire

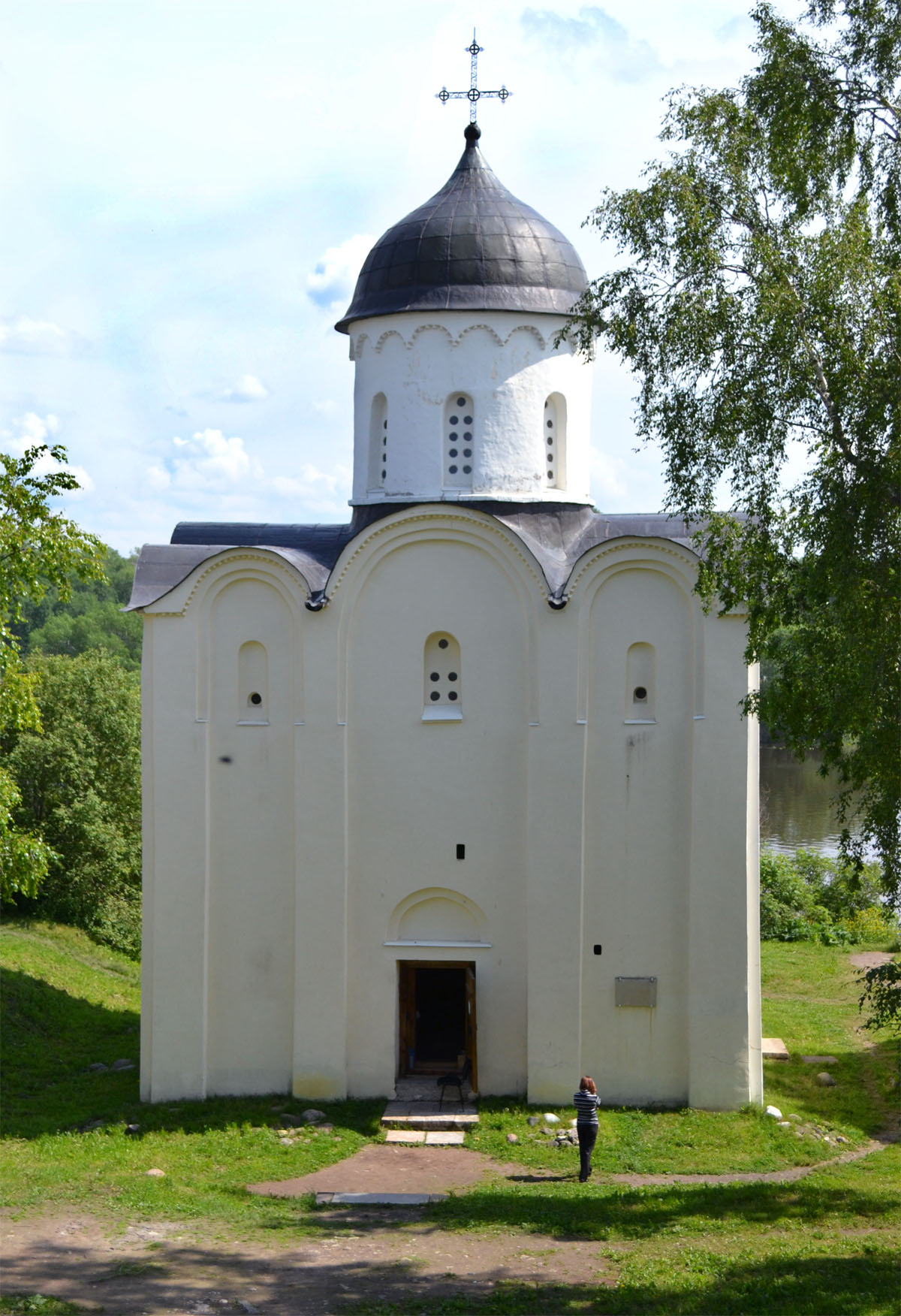
église St.Georges

Selon une partie des chroniqueurs, Staraïa Ladoga fut la première résidence de Riourik, avant qu'il s'installe à Veliki Novgorod. Se trouvant sur le Volkhov, Staraïa Ladoga était située à un endroit commercial et politique stratégique sur la route commerciale des Varègues aux Grecs. La construction d'une citadelle en pierre à Staraïa Lagoda commença dans les années 1110. Durant la seconde partie du XIIe siècle, sept ou huit édifices religieux sont construits dans la ville, parmi lesquelles deux seulement sont arrivées jusqu'à notre époque (outre l'église Saint-Georges elle-même) : ce sont le monastère de la Dormition de Staraïa Ladoga et la cathédrale de la Dormition elle-même au sein de ce monastère. La date exacte de la construction de l'église Saint-Georges n'est pas connue avec précision. Toutefois les détails de l'architecture et des fresques murales permet de déterminer que c'était au plus tôt entre 1180 et 1200,. De 1150 à 1200 les Novgorodiens construisent pas moins de vingt églises qui étaient presque toutes ornées de peintures. Presque toutes ces fresques ont été grattées, badigeonnées ou restaurées. La première mention écrite de l'église ne date toutefois que de 1445. Au XVIe siècle, l'église est reconstruite, mais l'intérieur n'est pas modifié. À la fin du XVIIe siècle, l'aspect intérieur demande une restauration importante qui est réalisée en 1683—1684. Au cours des travaux, sont percées de nouvelles fenêtres et une partie des fresques est détruite. D'autres rénovations ont encore eu lieu en 1902, 1925—1928, 1952—1962, et encore en 1970—1990.

## Architecture
L'architecture de l'église est typique pour la région de Veliki Novgorod au sein de la république de Novgorod. C'est un édifice à quatre piliers et trois absides. Sa superficie au sol est de 72 м². Il est légèrement asymétrique par rapport à l'axe nord-sud. Ce qui s'explique du fait de sa construction dans une forteresse et des limites spatiales qui en résultent.

## Fresques
Les fresques ont été réalisées la même année que celle de la consécration de l'église. Il s'agit d'un des rares exemples de fresques russes du XIIe siècle. En 1445, un certain nombre de fresques ont été découvertes, mais elles ont disparu au cours du XVIIe siècle. Elles se sont plus exactement retrouvées sous le niveau du sol, qui a été modifié. Elles sont redécouvertes au XXe siècle. En tout, on peut estimer à 20% le nombre de fresques qui ont été conservées.

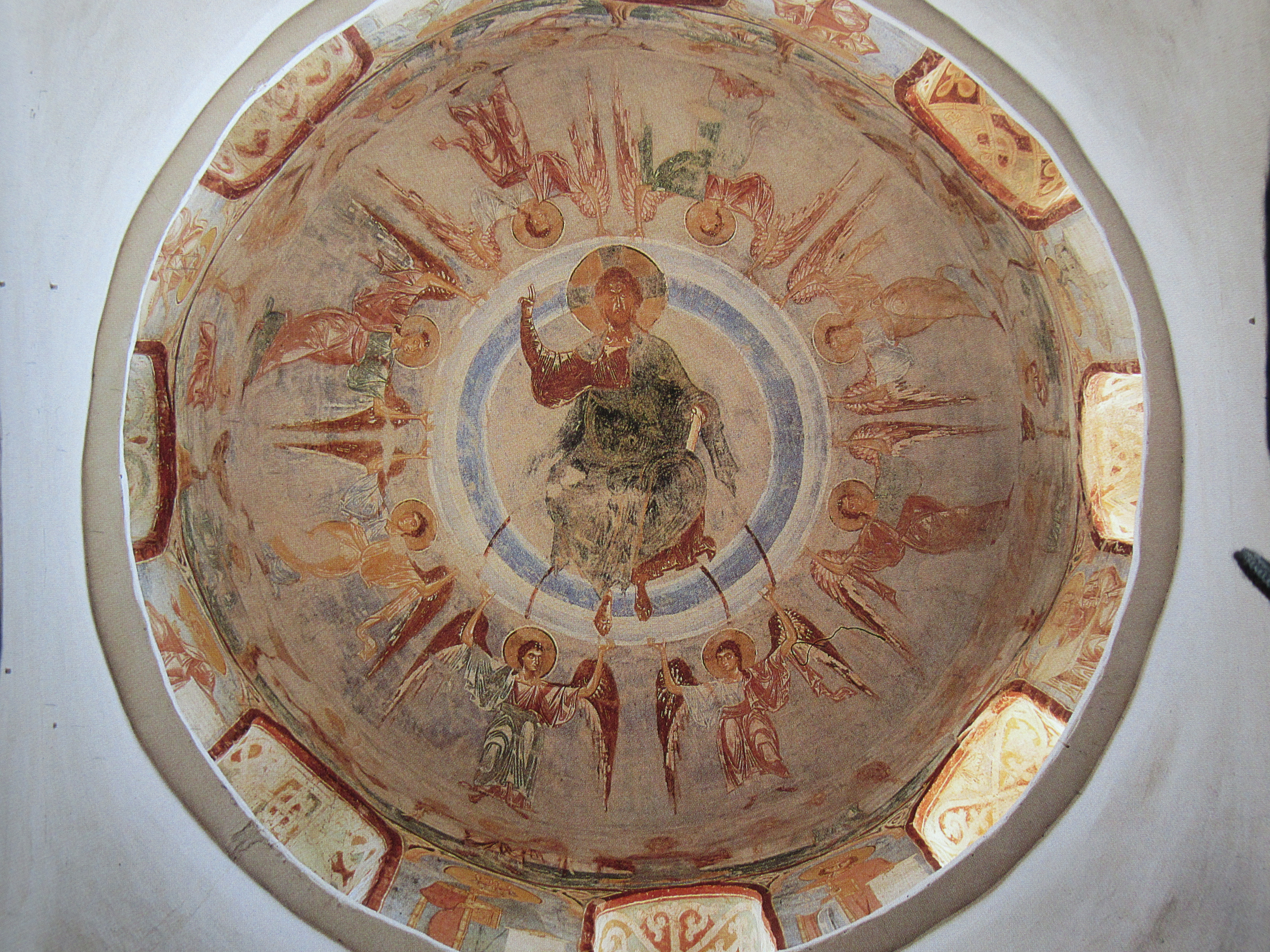
Fresques de Staraïa Ladoga Ascension de Jésus dans la coupole

Il n'est pas possible, avec ce pourcentage subsistant, de donner une image d'ensemble de la peinture originale de murs. Mais on peut comprendre, qu'à l'origine, les murs nord et sud étaient recouverts de cinq registres de fresques. De celles des murs est et ouest il ne subsiste rien. Par contre, les fresques intérieures de la coupole sont presque intactes. Celles qui représentent l'Ascension de Jésus, entouré des apôtres, des prophètes et d'anges sont les mieux conservées. Comme le veut la tradition la coupole est dominée par cette Ascension d'un Jésus-Christ Pantocrator ; les archanges Michel et Gabriel tenant le globe et le sceptre se partagent des absidioles latérales, sur les murs occidentaux se devinent les vestiges d'un Jugement dernier. Dans le diakonik, la grande composition monumentale de Saint-Georges et le dragon est fragmentaire mais permet d'imaginer la composition initiale.
Toutes les fresques sont d'un même style. Elles sont réalisées par un groupe de fresquistes, sous la direction d'un maître et de son aide. Certains spécialistes les attribuent à des maîtres byzantins. Victor Lazarev les attribue, quant à lui, à des artistes locaux, novgorodiens. De même Louis Réau. Il en tiennent pour preuve : les inscriptions en langue slavonne avec des caractéristiques du parler local de Novgorod ; l'utilisation abondante de miniatures ukrainiennes aux volutes complexes ; de nombreux points de ressemblance avec les fresques du monastère de la Miroja de l'église de l'Annonciation-à-Arkaji et de l'église de la Transfiguration-du-Sauveur-sur-Néréditsa. Les fresques de ces centres religieux régionaux peuvent être regroupés comme étant russes-septentrionaux, ou plus précisément de la région de Pskov-Novgorod. Les fresques de Staraïa Ladoga sont les plus byzantinisantes : sévérité et austérité mais en même temps finesse particulière des formes.
Elles sont proches des œuvres de l'art grec, et, avant tout, des fresques de l'église Saint-Panteleimon de Nerezi. Elles appartiennent au même courant que celui qui a donné naissance à l'icône de l'Annonciation d'Oustioug et à d'autres telles que Sauveur non fait de main d'homme, Saint Georges (Galerie Tretiakov), Saint Georges (icône de la cathédrale de la Dormition).
Dans la composition, ce sont les bleus, les rouges et les jaunes qui dominent. Mais il y a également d'autres variations de couleurs, dont le blanc. Cela est un peu inhabituel pour la peinture russe de fresques de cette époque et pourrait signifier que parmi les fresquistes se trouvaient des Grecs qui apportaient des éléments de la peinture byzantine. Selon l'opinion de T. V Rojdestvenska, des artistes novgorodiens ont collaboré avec ces Grecs à la réalisation des fresques. C'est ce travail commun, unique dans le monde de la peinture, entre Grecs et novgorodiens, qui a donné ce résultat stylistique qui mélange tradition locale et byzantinisme dans la production au sein du même artel 

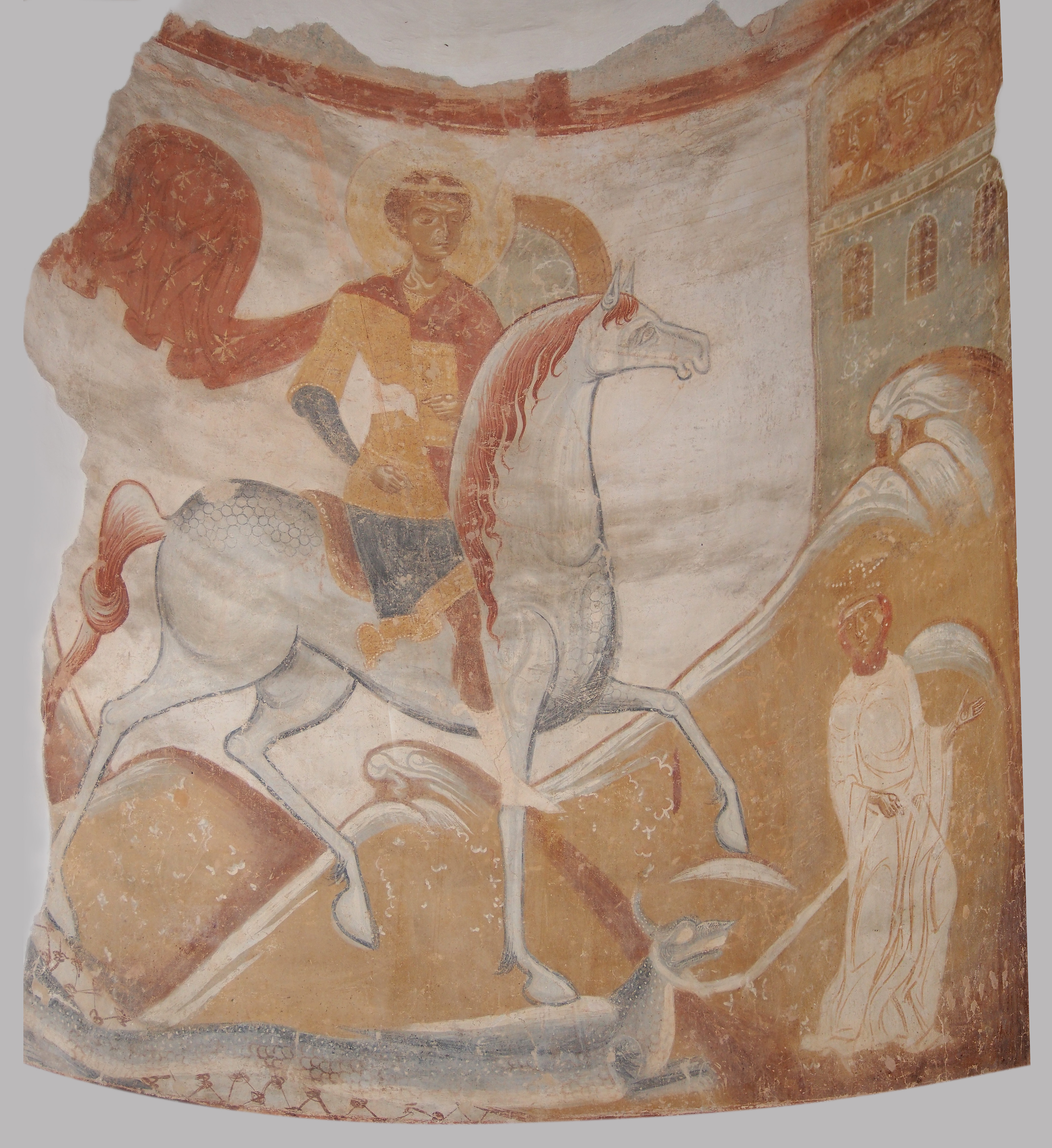
Miracle de Saint-Georges et du dragon
La fresque la plus originale, et qui se trouve près de l'autel, près du diaconicon, l'endroit où sont conservés les vases sacrés (diakonik) est celle de Saint-Georges et du miracle de sa victoire sur le dragon. On y observe une recherche de mouvement et un pittoresque exceptionnel pour son époque. Tel un Persée chrétien, Saint-Georges fonce, la lance en avant, vers le dragon qui s'apprêtait à dévorer la princesse. Cette fresque montre à quel point les maîtres fresquistes qui travaillent sur ces surfaces de murs sont attachés à l'idée suivant laquelle les fresques sont indissociables des murs. Elles vivent d'une même vie que les murs. La figure de Saint-Georges à cheval se trouve développée sur la partie plane du mur pour ne pas être soumise à des déformations de perspectives. De côté, là où les murs sont courbes, le fresquiste a représenté un haut bâtiment et, en direction de ce bâtiment, la ligne d'une courbe ascendante de la colline. Cette ligne relie l'élément central aux éléments latéraux, et apporte une cohérence optique à l'ensemble. Il est probable qu'une ligne semblable se dirigeait à gauche. Cette ligne bien nette et précise est le principal moyen d'expression des auteurs. Elle exerce la fonction principale partout : dans le détail des visages, dans le contour des silhouettes , dans les motifs ornementaux. Les vêtements sont articulés en menus plis, créant des lignes droites, des angles aigus, des zigzags, des courbes. On perçoit partout l'exaltation du jeu des lignes dans la représentation de ces vêtements. Ces lignes sont tracées par une main experte de manière vraiment calligraphique. Le profil du cheval de Saint-Georges en est un exemple particulièrement expressif.
Le cavalier ne frappe pas le dragon comme on le montre d'habitude, il le dompte plutôt, et le foule du pied de sa monture. La princesse que l'on aperçoit à droite, une bride à hauteur de la taille, tient le dragon comme en laisse et regarde Saint-Georges d'un air admiratif. Cette interprétation inhabituelle renvoie à la poésie et aux chants russes à thème religieux dans lesquels la princesse libérée aide Saint-Georges à dompter le dragon en attachant le cou de l'animal à sa ceinture de soie. Le dragon n'est pas seulement le symbole du mal mais en même temps celui de la chute de l'homme au troisième chapitre de la Genèse. Le mal n'est pas vaincu mais dompté, ce qui correspond à l'interprétation que l'orthodoxie russe reprend de Socrate, le mal n'étant qu'un manque de connaissance du bien. Faire le bien donne un grand pouvoir de persuasion au niveau des croyances populaires, mais le mal n'est pas éradiqué en tuant ceux qui agissent mal ou par la mortification de la chair. C'est l'éducation et la transformation qui en résulte qui permet de démontrer à quoi mène le fait de ne pas se soumettre au bien. Les légendes folkloriques russes et la religion orthodoxe abondent de réflexions concernant cette dualité bien-mal.
Dans la tradition byzantine, Saint-Georges est représenté soit comme un martyr, soit comme un guerrier prêt au combat, patron des soldats. Il apparaît ici sous un jour différent. La scène miraculeuse qui est représentée ici propose une autre interprétation. Ceux qui font le mal, représentés ici par le dragon, peuvent bien être détruits, comme c'est le cas dans les autres cultures représentant un Saint-Georges victorieux, mais le mal ne peut pas être vaincu uniquement par la force de prouesses militaires. Il ne peut l'être que par la force que donne l'humilité et la foi. Ce sont précisément ces idéaux chrétiens séculaires qui sont représentés chez les différents acteurs de cette fresque. Saint-Georges qui a les allures d'un ange, dont le visage est impassible et plein d'une foi inébranlable. Mais aussi la princesse et peut-être d'autres personnages, dont la foi ne vient que de naître, grâce au miracle dont ils ont été témoins. Et encore le dragon, symbole de la soumission au péché, et même le cheval dont la queue est nouée, ce qui symbolise l'humilité et la soumission. Il existe de nombreuses autres superbes fresques sur les murs de l'église Saint-Georges qui vantent et décrivent les qualités guerrières des princes. Il est probable que le commanditaire de ces fresques n'était pas un des maîtres de la république de Novgorod mais plutôt un des princes ou un maire ou un gouverneur. 	  	
Jamais en Russie, ni à Byzance, l'image de Saint-Georges terrassant le dragon n'est placée à un emplacement semblable à celui du diakonik de l'église de Staraïa Ladoga. En principe, les fresquistes éviteraient de montrer l'exceptionnelle singularité d'un saint laissant un dragon en vie. Cette fresque, comme les autres dans l'église, aurait été exécutée, selon Victor Lazarev, vers 1167, après le siège du Lac Ladoga par les Suédois. N'arrivant pas à conquérir la forteresse, ces derniers reculèrent vers le lac où ils furent rejoints, le 28 mai 1164, par l'armée de Novgorod et y subirent une défaite totale. C'est sans doute pour fêter cette victoire que l'église Saint-Georges fut édifiée les années suivantes et qu'elle fut consacrée à ce saint en particulier, vénéré comme protecteur des militaires. L'emplacement privilégié choisi pour la fresque de Saint-Georges et le dragon est choisi pour évoquer le haut fait d'armes des Novgorodiens. L'interprétation des gestes du saint face au dragon est également à rapprocher du fait que, pour préserver le commerce avec ces Suédois après leur défaite, leurs terres ne furent pas dévastées et saccagées.
Autres fresques

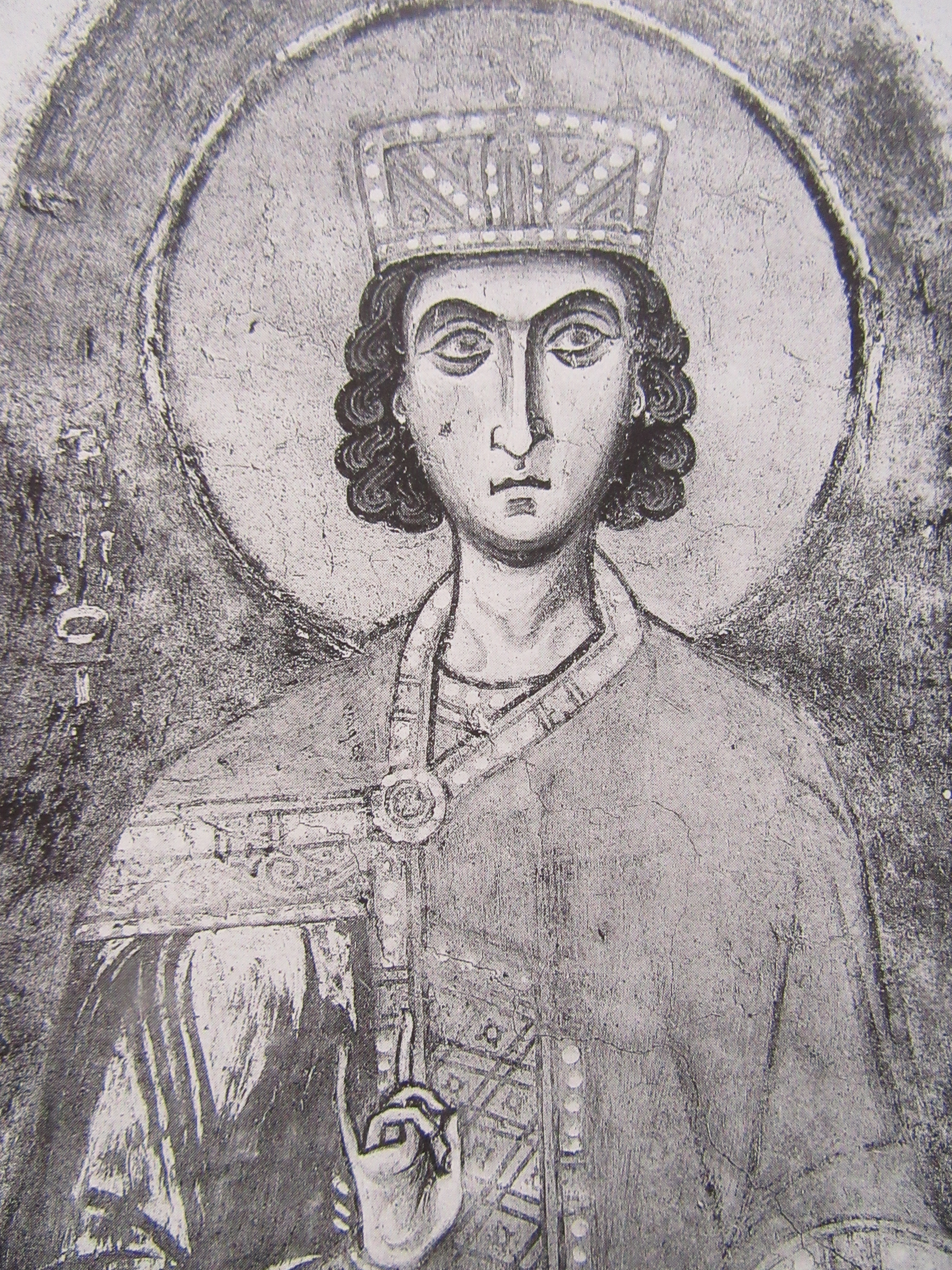
Fresque du Roi Salomon dans la coupole de l'église Saint-Georges

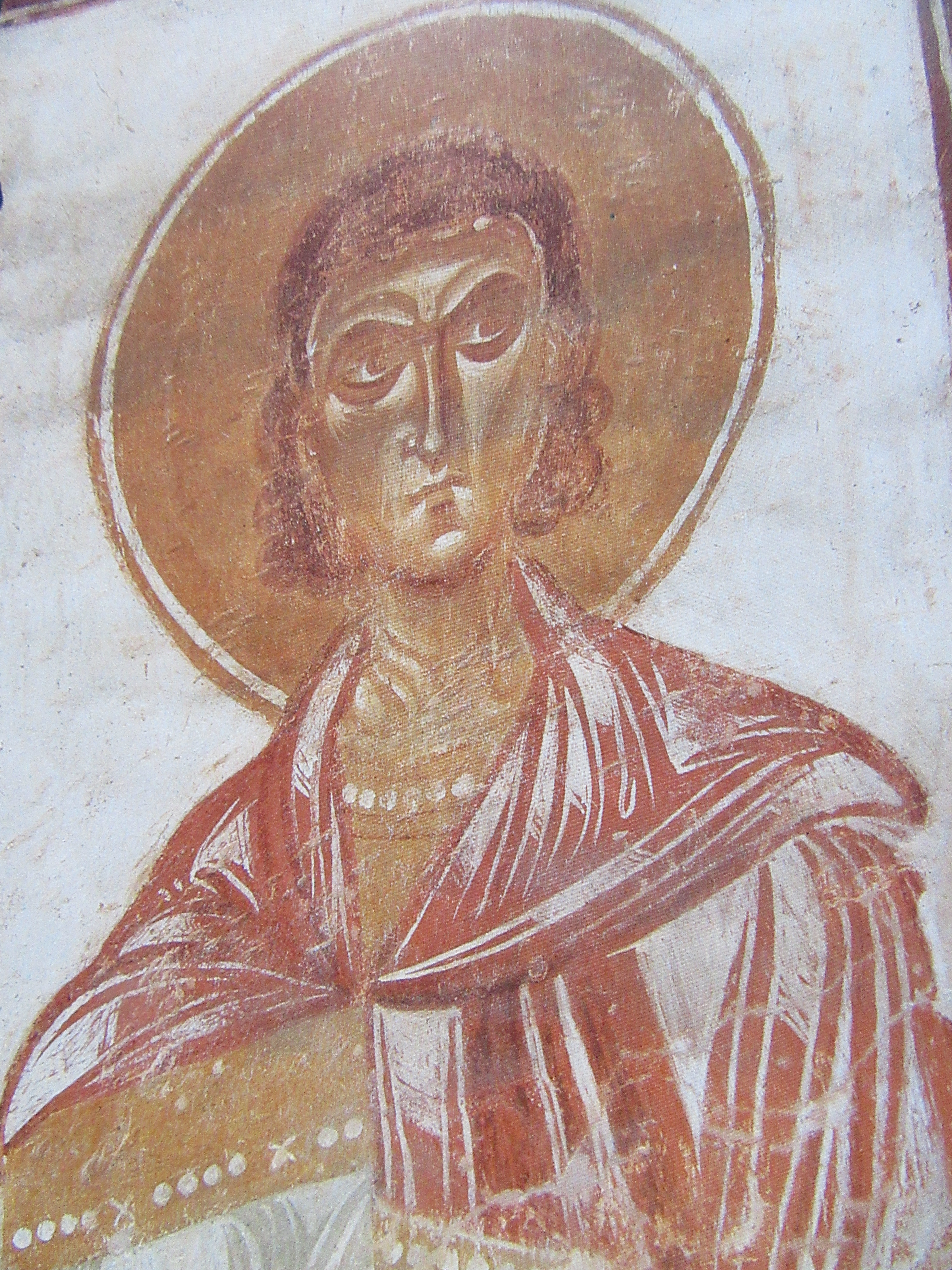
Saint Eustache ; église Saint-Georges Staraïa Ladoga

Les images des saints représentés sur les fresques de l'église Saint-Georges sont d'une grande sévérité, voir de dureté.
Certains visages expriment une attitude belliqueuse. La position du buste est frontale comme dans les icônes. Le sujet regarde vers le spectateur de manière presque hypnotique. Ils semblent doués de pouvoirs magiques et en face de leur attitude les croyants n'ont plus qu'à baisser la tête.
L'attrait pour le tracé de la ligne ornementale, dont la scène de Saint-Georges et le dragon est un bel exemple, se manifeste de manière plus évidente encore dans l'interprétation des visages. Par d'épais rehauts, les artistes élaborent les traits des visages : le front, la racine du nez, le menton, le cou. Ces lignes de rehauts articulent l'espace en petites unités. 
Le visage du Roi Salomon est lui entièrement éclairci et les éléments décoratifs n'apparaissent dès lors, non pas dans les zones claires, mais dans les zones obscures. Par analogie à la photographie on pourrait parler ici d'une substitution du négatif au positif. Ces maîtres attirés par la ligne, le sont tout naturellement aussi pour le dessin ornemental.

## Source
- (ru) Cet article est partiellement ou en totalité issu de l’article de Wikipédia en russe intitulé « Георгиевская церковь (Старая Ладога) » (voir la liste des auteurs).